# 着陸誘導管制
着陸誘導管制（ちゃくりくゆうどうかんせい 英語: Ground Controlled Approach GCA）は、航空交通管制において、主に夜間や視程不良などの悪天候時に着陸する航空機に対し、滑走路直前まで精密進入レーダー（Precision Approach Radar PAR）、空港監視レーダー（Airport Surveillance Rader ASR）を用い、航空管制官が航空機を音声により誘導するものである。

## 概要
GCAは管制官が音声により航空機を滑走路まで誘導する管制席である。管制官はPAR（精測レーダー）を用いて、航空機に対して、一方的かつ連続的に機首方位などを指示し、航空機を誘導限界点まで誘導する。おもにILSを備えていない航空機、戦闘機などに対して行われる。肉声で誘導するが、精度としてはILSのカテゴリー1に相当する。
交信例
All Nippon 232, Nagoya final controller radio check.  How do you read?
（全日空232便 こちら名古屋ファイナルコントローラーです。無線の感度はいかがでしょうか?）
This will be a PAR approach to runway 34.  Guidance limit 200 feet. Your missed approach procedure is following ILS Runway 34 missed approach. Do not acknowledge further transmissions.
（滑走路34への精測レーダー進入を行います。誘導限界は200フィートの地点です。貴局の進入復行方式はILS34進入復航方式に従ってください。これ以降の貴局からの送信はしないでください。）
My transmission on final will be discontinued for less than five second you may transmit during the period.
（最終進入中の送信を五秒未満中断するから必要あれば送信してください。）
Perform landing check.
（着陸の確認を実施してください。）
Gear should be down.
（車輪を下げてください。）
Approaching glide path.
（グライドパス〈指定の着陸進入径路〉に近づいています。）
Begin descent.
（降下を開始してください）
Turn right heading 346, slightly left of course and going left of course quickly, on glide path
（針路346度に右旋回してください。現在位置は進入コースの若干左側、また急速に左にずれていっています。適正進入角上にいます。）
Turn left heading 338, correcting course slowly, on glide path.
（針路338度に左旋回してください。ゆっくり進入コースに戻っています。適正進入角上にいます。）
4 miles from touch down, on course, slightly above glide path, going above.  Adjust rate of descent.
（貴局は接地点から4海里の地点です。現在位置は進入コース上です。若干適正進入角上より上にいます。適正進入角から上に向かっています。降下率を調整してください。）
On course,on glide path, heading and rate of descent are good.
（現在地は進入コース上かつ適正進入角上です。針路、降下率は良好です。）
Guidance limit, take over visualy, if runway not in sight execute missed approach.
（誘導限界です。目視により着陸をしてください。滑走路が見えない場合は進入復行を行ってください。）
Contact tower 118.7 after landing.
（着陸後118.7で飛行場管制と交信してください。）

## 日本
国土交通省の職員の航空管制官が航空管制を行う日本の空港でのGCAは、現在那覇空港のみで行われ、その他の空港では計器着陸システム (ILS) による誘導での対応となっている。
しかし、防衛省や在日米軍の飛行場ではGCAでの着陸誘導は頻繁に行われており、さらにこれら飛行場のうち共用空港では防衛省または在日米軍の航空管制により民間機もGCAによる誘導が行われている。